# Microtus lydius
Microtus lydius — вид мишоподібних ссавців з родини хом'якових. Ендемік Туреччини.

## Підвиди
Розрізнено два підвиди:

### M. lydius
Поширений у прибережних частинах західної Туреччини навколо Ізміра та Айдина. Він живе на пасовищах і полях у цій провінції, а іноді займає оливкові плантації.
Шерсть на спині жовтувато-коричнева. Хвіст не помітно двоколірний, верхня і нижня сторони схожі на забарвлення спини. 2n=54. Середні виміри: загальна довжина 132.4 мм, хвіст 25.7 мм, задні ступні 19.9 мм, вуха 12.1 мм, вага 27.8 грама.

### M. l. ankaraensi
Цей підвид поширений по всій Центральній Анатолії. Мешкає на незайманих пасовищах і в степах Центральної Анатолії. Іноді він займає зернові поля, а нори зазвичай розташовані на краях полів, де сільськогосподарська діяльність, що спричиняє обмеження середовища проживання, дуже інтенсивна.
Колір спини, як правило, такий же, як у номінативного підвиду, але його темніша серединна лінія більш виражена. Забарвлення спини стає теплішим у напрямку до спини. Нижня частина передніх лап покрита жовтуватим волоссям, але на нижній частині задніх лап воно коротке і білувате. 2n=54. Середні виміри: загальна довжина 143.7 мм, хвіст 28.9 мм, задні ступні 21.5 мм, вуха 13.4 мм, вага 41.6 грама.